# 堀越暢治
堀越 暢治(ほりこし のぶじ,1926年5月11日‐2017年8月30日)は、日本の牧師、著作家。

## 経歴
1926年群馬県桐生の神社の息子として生まれる（神官だった父親も後にクリスチャンになる）。1962年、日本基督神学校卒業後、日本基督長老教会四日市教会牧師に就任したが、1999年に辞任。1999年5月に創愛キリスト教会を開拓した。その後、教会に創造の真実を伝えるための記念館「ノアの箱船記念館」を創立。2017年8月30日、召天。
1970年4月から1974年4まで、ソルドの後をついで日本基督神学校の校長を務める。また、東京キリスト教学園理事と「めぐみ園」の園長を務める。その傍ら多数の著書を著す。

## 著書
- 「教会生活入門」
- 「愛の再検討」
- 「人間の生まれた日」
- 「疑問だらけの進化論」
- 「日本人の心とキリスト教」
- 「生活に新しい力を与える13章」
- 「キリストにある死および死後の問題」
- 「キリスト教基本教理入門」
- 「聖書による世界観・人生観」